# 15e étape du Tour de France 1997
Pour un article plus général, voir Tour de France 1997.
La quinzième étape du Tour de France 1997 s'est déroulée le 21 juillet 1997 entre Courchevel et Morzine sur un parcours de 208,5 km. L'Italien Marco Pantani remporte sa seconde étape sur ce Tour de France devant le Français Richard Virenque et l'Allemand Jan Ullrich.

## Classement de l'étape
| \| Classement de l'étape \| Classement de l'étape \| Classement de l'étape \| Classement de l'étape \| Classement de l'étape \| \| Coureur \| Coureur \| Pays \| Équipe \| Temps \| \| --------------------- \| --------------------- \| --------------------- \| ------------------------------- \| --------------------- \| \| 1er \| Marco Pantani \| Italie \| Mercatone Uno \| 5 h 57 min 16 s \| \| 2e \| Richard Virenque \| France \| Festina-Lotus \| + 1 min 17 s \| \| 3e \| Jan Ullrich \| Allemagne \| Deutsche Telekom \| + 1 min 17 s \| \| 4e \| Beat Zberg \| Suisse \| Mercatone Uno \| + 1 min 59 s \| \| 5e \| Francesco Casagrande \| Italie \| Saeco-Estro \| + 1 min 59 s \| \| 6e \| Bobby Julich \| États-Unis \| Cofidis-Le Crédit par Téléphone \| + 1 min 59 s \| \| 7e \| Fernando Escartín \| Espagne \| Kelme-Costa Blanca-Eurosport \| + 1 min 59 s \| \| 8e \| Bjarne Riis \| Danemark \| Deutsche Telekom \| + 2 min 06 s \| \| 9e \| José María Jiménez \| Espagne \| Banesto \| + 2 min 37 s \| \| 10e \| Oscar Camenzind \| Suisse \| Mapei-GB \| + 3 min 29 s \| |                      |            |                                 |                 |
| |                      |            |                                 |                 |
| |                      |            |                                 |                 |
| Classement de l'étape |                      |            |                                 |                 |
| Coureur | Coureur              | Pays       | Équipe                          | Temps           |
| 1er | Marco Pantani        | Italie     | Mercatone Uno                   | 5 h 57 min 16 s |
| 2e | Richard Virenque     | France     | Festina-Lotus                   | + 1 min 17 s    |
| 3e | Jan Ullrich          | Allemagne  | Deutsche Telekom                | + 1 min 17 s    |
| 4e | Beat Zberg           | Suisse     | Mercatone Uno                   | + 1 min 59 s    |
| 5e | Francesco Casagrande | Italie     | Saeco-Estro                     | + 1 min 59 s    |
| 6e | Bobby Julich         | États-Unis | Cofidis-Le Crédit par Téléphone | + 1 min 59 s    |
| 7e | Fernando Escartín    | Espagne    | Kelme-Costa Blanca-Eurosport    | + 1 min 59 s    |
| 8e | Bjarne Riis          | Danemark   | Deutsche Telekom                | + 2 min 06 s    |
| 9e | José María Jiménez   | Espagne    | Banesto                         | + 2 min 37 s    |
| 10e | Oscar Camenzind      | Suisse     | Mapei-GB                        | + 3 min 29 s    |

## Classement général
Avec sa seconde victoire d'étape sur cette édition, l'Italien Marco Pantani (Mercatone Uno) reprend sa place sur le podium provisoire du classement général au détriment du Danois Bjarne Riis (Deutsche Telekom) qui se retrouve quatrième. Les deux leaders ayant finis dans le même temps à plus qu'une minute du vainqueur de l'étape, l'Allemand Jan Ullrich (Deutsche Telekom) domine toujours le classement général devant le Français Richard Virenque (Festina-Lotus) avec un écart stabilisé à six minutes et 22 secondes. Fernando Escartín (Kelme-Costa Blanc-Eurosport) gagne encore une place pour se retrouver cinquième devant Abraham Olano (Banesto). Autre changement, le Suisse Laurent Dufaux (Festina) perd deux places et voit lui passer devant José María Jiménez (Banesto) et Roberto Conti (Mercatone Uno).
| \| Classement général \| Classement général \| Classement général \| Classement général \| Classement général \| \| Coureur \| Coureur \| Pays \| Équipe \| Temps \| \| ------------------ \| -------------------- \| ------------------ \| ---------------------------- \| ------------------ \| \| 1er \| Jan Ullrich \| Allemagne \| Deutsche Telekom \| 76 h 58 min 59 s \| \| 2e \| Richard Virenque \| France \| Festina-Lotus \| + 6 min 22 s \| \| 3e \| Marco Pantani \| Italie \| Mercatone Uno \| + 10 min 13 s \| \| 4e \| Bjarne Riis \| Danemark \| Deutsche Telekom \| + 11 min 55 s \| \| 5e \| Fernando Escartín \| Espagne \| Kelme-Costa Blanca-Eurosport \| + 16 min 05 s \| \| 6e \| Abraham Olano \| Espagne \| Banesto \| + 16 min 40 s \| \| 7e \| Francesco Casagrande \| Italie \| Saeco-Estro \| + 17 min 14 s \| \| 8e \| José María Jiménez \| Espagne \| Banesto \| + 23 min 42 s \| \| 9e \| Roberto Conti \| Italie \| Mercatone Uno \| + 28 min 20 s \| \| 10e \| Laurent Dufaux \| Suisse \| Festina-Lotus \| + 29 min 46 s \| |                      |           |                              |                  |
| |                      |           |                              |                  |
| |                      |           |                              |                  |
| Classement général |                      |           |                              |                  |
| Coureur | Coureur              | Pays      | Équipe                       | Temps            |
| 1er | Jan Ullrich          | Allemagne | Deutsche Telekom             | 76 h 58 min 59 s |
| 2e | Richard Virenque     | France    | Festina-Lotus                | + 6 min 22 s     |
| 3e | Marco Pantani        | Italie    | Mercatone Uno                | + 10 min 13 s    |
| 4e | Bjarne Riis          | Danemark  | Deutsche Telekom             | + 11 min 55 s    |
| 5e | Fernando Escartín    | Espagne   | Kelme-Costa Blanca-Eurosport | + 16 min 05 s    |
| 6e | Abraham Olano        | Espagne   | Banesto                      | + 16 min 40 s    |
| 7e | Francesco Casagrande | Italie    | Saeco-Estro                  | + 17 min 14 s    |
| 8e | José María Jiménez   | Espagne   | Banesto                      | + 23 min 42 s    |
| 9e | Roberto Conti        | Italie    | Mercatone Uno                | + 28 min 20 s    |
| 10e | Laurent Dufaux       | Suisse    | Festina-Lotus                | + 29 min 46 s    |

## Classements annexes
| Classement par points | Classement par points | Classement par points | Classement par points | Classement par points |
| Coureur               | Coureur               | Pays                  | Équipe                | Points                |
| --------------------- | --------------------- | --------------------- | --------------------- | --------------------- |
| 1er                   | Erik Zabel            | Allemagne             | Deutsche Telekom      | 288 pts               |
| 2e                    | Frédéric Moncassin    | France                | Gan                   | 195 pts               |
| 3e                    | Jeroen Blijlevens     | Pays-Bas              | TVM-Farm Frites       | 168 pts               |
| 4e                    | Jan Ullrich           | Allemagne             | Deutsche Telekom      | 132 pts               |
| 5e                    | Richard Virenque      | France                | Festina-Lotus         | 129 pts               |

| Classement par points | Classement par points | Classement par points | Classement par points | Classement par points |
| Coureur               | Coureur               | Pays                  | Équipe                | Points                |
| --------------------- | --------------------- | --------------------- | --------------------- | --------------------- |
| 1er                   | Erik Zabel            | Allemagne             | Deutsche Telekom      | 288 pts               |
| 2e                    | Frédéric Moncassin    | France                | Gan                   | 195 pts               |
| 3e                    | Jeroen Blijlevens     | Pays-Bas              | TVM-Farm Frites       | 168 pts               |
| 4e                    | Jan Ullrich           | Allemagne             | Deutsche Telekom      | 132 pts               |
| 5e                    | Richard Virenque      | France                | Festina-Lotus         | 129 pts               |

| Classement de la montagne | Classement de la montagne | Classement de la montagne | Classement de la montagne | Classement de la montagne |
| Coureur                   | Coureur                   | Pays                      | Équipe                    | Points                    |
| ------------------------- | ------------------------- | ------------------------- | ------------------------- | ------------------------- |
| 1er                       | Richard Virenque          | France                    | Festina-Lotus             | 517 pts                   |
| 2e                        | Jan Ullrich               | Allemagne                 | Deutsche Telekom          | 324 pts                   |
| 3e                        | Francesco Casagrande      | Italie                    | Saeco-Estro               | 250 pts                   |
| 4e                        | Marco Pantani             | Italie                    | Mercatone Uno             | 242 pts                   |
| 5e                        | Laurent Brochard          | France                    | Festina-Lotus             | 238 pts                   |

| Classement de la montagne | Classement de la montagne | Classement de la montagne | Classement de la montagne | Classement de la montagne |
| Coureur                   | Coureur                   | Pays                      | Équipe                    | Points                    |
| ------------------------- | ------------------------- | ------------------------- | ------------------------- | ------------------------- |
| 1er                       | Richard Virenque          | France                    | Festina-Lotus             | 517 pts                   |
| 2e                        | Jan Ullrich               | Allemagne                 | Deutsche Telekom          | 324 pts                   |
| 3e                        | Francesco Casagrande      | Italie                    | Saeco-Estro               | 250 pts                   |
| 4e                        | Marco Pantani             | Italie                    | Mercatone Uno             | 242 pts                   |
| 5e                        | Laurent Brochard          | France                    | Festina-Lotus             | 238 pts                   |

| Classement du meilleur jeune | Classement du meilleur jeune | Classement du meilleur jeune | Classement du meilleur jeune | Classement du meilleur jeune |
| Coureur                      | Coureur                      | Pays                         | Équipe                       | Temps                        |
| ---------------------------- | ---------------------------- | ---------------------------- | ---------------------------- | ---------------------------- |
| 1er                          | Jan Ullrich                  | Allemagne                    | Deutsche Telekom             | 76 h 58 min 59 s             |
| 2e                           | Peter Luttenberger           | Autriche                     | Rabobank                     | + 32 min 04 s                |
| 3e                           | Michael Boogerd              | Pays-Bas                     | Rabobank                     | + 48 min 59 s                |
| 4e                           | Daniele Nardello             | Italie                       | Mapei-GB                     | + 50 min 27 s                |
| 5e                           | Laurent Roux                 | France                       | TVM-Farm Frites              | + 1 h 07 min 50 s            |

| Classement du meilleur jeune | Classement du meilleur jeune | Classement du meilleur jeune | Classement du meilleur jeune | Classement du meilleur jeune |
| Coureur                      | Coureur                      | Pays                         | Équipe                       | Temps                        |
| ---------------------------- | ---------------------------- | ---------------------------- | ---------------------------- | ---------------------------- |
| 1er                          | Jan Ullrich                  | Allemagne                    | Deutsche Telekom             | 76 h 58 min 59 s             |
| 2e                           | Peter Luttenberger           | Autriche                     | Rabobank                     | + 32 min 04 s                |
| 3e                           | Michael Boogerd              | Pays-Bas                     | Rabobank                     | + 48 min 59 s                |
| 4e                           | Daniele Nardello             | Italie                       | Mapei-GB                     | + 50 min 27 s                |
| 5e                           | Laurent Roux                 | France                       | TVM-Farm Frites              | + 1 h 07 min 50 s            |

| Classement par équipes | Classement par équipes       | Classement par équipes | Classement par équipes |
| Équipe                 | Équipe                       | Pays                   | Temps                  |
| ---------------------- | ---------------------------- | ---------------------- | ---------------------- |
| 1re                    | Deutsche Telekom             | Allemagne              | 231 h 47 min 15 s      |
| 2e                     | Mercatone Uno                | Italie                 | + 12 min 21 s          |
| 3e                     | Festina-Lotus                | France                 | + 34 min 12 s          |
| 4e                     | Banesto                      | Espagne                | + 38 min 52 s          |
| 5e                     | Kelme-Costa Blanca-Eurosport | Espagne                | + 1 h 46 min 28 s      |

| Classement par équipes | Classement par équipes       | Classement par équipes | Classement par équipes |
| Équipe                 | Équipe                       | Pays                   | Temps                  |
| ---------------------- | ---------------------------- | ---------------------- | ---------------------- |
| 1re                    | Deutsche Telekom             | Allemagne              | 231 h 47 min 15 s      |
| 2e                     | Mercatone Uno                | Italie                 | + 12 min 21 s          |
| 3e                     | Festina-Lotus                | France                 | + 34 min 12 s          |
| 4e                     | Banesto                      | Espagne                | + 38 min 52 s          |
| 5e                     | Kelme-Costa Blanca-Eurosport | Espagne                | + 1 h 46 min 28 s      |